# Nonet no 1 de Hába
Pour les articles homonymes, voir Nonette.
Le Nonet no 1 opus 40 est un nonette pour violon, alto, violoncelle, contrebasse, flûte, hautbois, clarinette, cor et basson d'Alois Hába. Composé en 1931, il est dédié au Nonette tchèque.

## Structure
Le Nonet, d'une durée moyenne d'exécution de treize minutes environ, est constitué d'un seul mouvement en quatre épisodes enchainés :
1. Allegro agitato ;
2. Allegro scherzando ;
3. Andante cantabile ;
4. Allegro vivace.